# أرسنال موسم 2006–07
كان موسم 2006–07 هو الموسم الخامس عشر لنادي أرسنال لكرة القدم في الدوري الإنجليزي الممتاز والموسم الحادي والثمانين على التوالي في دوري الدرجة الأولى لكرة القدم الإنجليزية.   كان هذا هو الموسم الأول الذي أقيمت فيه مباريات على أرض النادي في ملعب الإمارات الذي يتسع لأكثر من 60 ألف متفرج، وكان من المقرر إعادة تطوير ملعب النادي السابق هايبري ليصبح منطقة سكنية. أنهى أرسنال مشواره في الدوري الإنجليزي الممتاز في المركز الرابع متساويا في النقاط مع ليفربول صاحب المركز الثالث لكن بفارق أهداف أقل قليلا. في كأس رابطة الأندية الإنجليزية المحترفة، وهي المسابقة التي أتاحت للمدرب أرسين فينغر فرصة إشراك لاعبيه الأصغر سنا، وصل آرسنال إلى النهائي لكنه خسر أمام فريق تشيلسي الذي يتمتع بخبرة نسبية. وتبعت الهزيمة خروج الفريق من كأس الاتحاد الإنجليزي أمام بلاكبيرن روفرز، ومن دوري أبطال أوروبا أمام بي إس في آيندهوفن.
مثل ثمانية وعشرون لاعباً نادي أرسنال في أربع مسابقات وسجل 18 لاعباً أهدافاً. وكان الهداف الرئيسي لفريق أرسنال هو روبين فان بيرسي، الذي سجل 13 هدفاً في 31 مباراة.